# 龙兴大道
龙兴大道是合肥的一條道路，未来与方兴大道、魏武路、金梅路共同构成合肥市三环路，已建成部分全长8.3公里（其中 舟鲁线至 石塘路3.8公里， 合马路至山泉路4.5公里），目前建成段均位于合肥市肥东县。龙兴大道目前连接肥东县境内包括 舟鲁线、包公大道、石塘路、 合马路和繁华大道等多条干道。